# Aspalathus incana
Aspalathus incana är en ärtväxtart som beskrevs av Rolf Martin Theodor Dahlgren. Aspalathus incana ingår i släktet Aspalathus och familjen ärtväxter. Inga underarter finns listade i Catalogue of Life.